# Cử tạ tại Thế vận hội Người khuyết tật Mùa hè 2020 – 49 kg Nam
Nội dung cử tạ 49 kg nam tại Thế vận hội Người khuyết tật Mùa hè 2020 được tổ chức vào ngày 26 tháng 8 năm 2021 tại Diễn đàn quốc tế Tokyo.

## Kỉ lục
Trước cuộc thi này, các kỷ lục thế giới và Paralympic hiện có như sau.
| Kỉ lục thế giới   | Lê Văn Công (VIE) | 183,5 kg | Thành phố México, México | 4 tháng 12 năm 2017 |
| Kỉ lục Paralympic | Lê Văn Công (VIE) | 183,0 kg | Rio de Janeiro, Brasil   | 8 tháng 9 năm 2016  |

## Kết quả
| Hạng | Vận động viên                  | Khối lượng cơ thể (kg) | Lần cử (kg) | Lần cử (kg) | Lần cử (kg) | Lần cử (kg) | Kết quả (kg) |
| Hạng | Vận động viên                  | Khối lượng cơ thể (kg) | 1           | 2           | 3           | 4           | Kết quả (kg) |
| ---- | ------------------------------ | ---------------------- | ----------- | ----------- | ----------- | ----------- | ------------ |
| 1    | Omar Qarada (JOR)              | 47,21                  | 170         | 172         | 173         | –           | 173          |
| 2    | Lê Văn Công (VIE)              | 47,31                  | 165         | 170         | 173         | –           | 173          |
| 3    | Parvin Mammadov (AZE)          | 48,26                  | 148         | 156         | 162         | –           | 156          |
| 4    | Yakubu Adesokan (NGR)          | 47,27                  | 155         | 155         | 161         | –           | 155          |
| 5    | Abdullah Kayapinar (TUR)       | 45,34                  | 150         | 160         | 161         | –           | 150          |
| 6    | João Maria França Junior (BRA) | 48,59                  | 139         | 144         | 157         | –           | 144          |
| 7    | Hadj Ahmed Beyour (ALG)        | 46,85                  | 138         | 143         | 143         | –           | 143          |
| 8    | Sławomir Szymański (POL)       | 48,34                  | 130         | 136         | 144         | –           | 136          |
| 9    | Hiroshi Miura (JPN)            | 47,29                  | 122         | 125         | 127         | –           | 127          |